# Norbert Piatkowiak
Norbert Franz Piatkowiak (* 17. Juni 1933 in Großräschen; † 18. Januar 2025) war ein deutscher Bergingenieur und Hochschullehrer.

## Leben
Norbert Piatkowiak legte 1951 in Altdöbern das Abitur ab. Nach einem Vorpraktikum im Braunkohlen-, Steinkohlen-, Salz- und Erzbergbau nahm er 1952 an der Bergakademie Freiberg ein Bergbaustudium auf, das er 1957 als Diplom-Ingenieur abschloss. Danach arbeitete er zunächst als Betriebsassistent im Braunkohlentagebau Böhlen. Von 1958 bis 1961 wirkte er dort als Leiter der Abteilung Fahrbetrieb und als Stellvertreter des Produktionsdirektors.
Am 1. April 1961 trat er eine Stelle als wissenschaftlicher Mitarbeiter am Institut für Tagebaukunde der Bergakademie Freiberg an. 1964 promovierte er zum Dr.-Ing., im gleichen Jahr wurde er Lehrbeauftragter für Tagebaukunde. 1970 erwarb er die Lehrbefähigung für das Fach Bergbau/Tiefbau. Seine im Jahr 1981 abgeschlossene Promotion B wurde 1991 als Habilitation anerkannt. 1982 wurde er zum Hochschuldozenten für das Gebiet „Abbau von Bau- und Silikatrohstoffen“ berufen.
1990/91 wirkte Norbert Piatkowiak als Prodekan des Fachbereiches Geotechnik und Bergbau. Im Jahr 1993 wurde er zum außerplanmäßigen Professor für Bergbau auf Steine und Erden berufen. Wiederholt war er im Ausland tätig, z. B. in Papua-Neuguinea, Bolivien und in der Mongolei. 1999 wurde er emeritiert.
Piatkowiak forschte im Bereich Steine und Erden, Nassgewinnung von Sand und Kies, Entwicklung von Festgesteinstagebauen, Brechereinsatz im Tagebau, Direktförderung und Rechnergestützte Projektierung. Er arbeitete an sieben Büchern und vier Patenten mit und veröffentlichte 127 Beiträge in Fachzeitschriften und Konferenzbänden. Er wirkte bei sieben Dissertationen als Gutachter und viermal als Betreuer.

## Ehrungen
- Wissenschaftspreis der Bergakademie Freiberg (1981)
- Goldene Ehrennadel der Kammer der Technik (1987)[2]

## Veröffentlichungen (Auswahl)
- Untersuchungen über einige Probleme des Gleisrückens in Braunkohlentagebauen. Dissertation, Freiberg, 1964 (Digitalisat)
- (mit Helmut Härtig, Richard Ciesielski und Klaus Strzodka): Grundlagen für die Berechnung von Tagebauen : Braunkohle, Steine, Sande, Tone. Deutscher Verlag für Grundstoffindustrie Leipzig, 1975
- Zu einigen Grundlagen der Rationalisierung kleiner Tagebaue. Dissertation B, Freiberg, 1981